# Balssipotamon
Balssipotamon is een geslacht van kreeftachtigen uit de klasse van de Malacostraca (hogere kreeftachtigen).

## Soorten
- Balssipotamon fruehstorferi (Balss, 1914)
- Balssipotamon ungulatum (Dang & Hô, 2003)